# مشفق‌آباد (باکو)
مشفق‌آباد (به لاتین: Müşfiqabad) یک منطقه مسکونی در جمهوری آذربایجان است که در قره‌داغ رایون و در حومه شهر باکو واقع شده است.